# Tirista argentifrons
Tirista argentifrons is een vlinder uit de familie wespvlinders (Sesiidae), onderfamilie Sesiinae.
Tirista argentifrons is voor het eerst wetenschappelijk beschreven door Walker in 1865. De soort komt voor in het Neotropisch gebied.